# Underscore.js
Underscore.js – biblioteka programistyczna napisana w języku JavaScript. Biblioteka oferuje wiele ułatwień, które oferuje prototype.js, jednak nie przeciąża natywnych obiektów i łańcucha prototypu języka JavaScript. Twórcą Underscore jest Jeremy Ashkenas, twórca języka CoffeeScript oraz innej biblioteki Backbone.js.